# Glifipterigídeos
Glifipterigídeos (Glyphipterigidae) é uma família de insectos da ordem Lepidoptera.

## Géneros
Contém 31 géneros subdivididos por 3 sub-famílias:
Subfamília Acrolepiinae Heinemann, 1870
- Acrolepia Curtis, 1838
- Araeolepia Walsingham, 1881

Subfamília Glyphipteriginae
- Abrenthia Busck, 1915
- Chrysocentris Meyrick, 1914
- Cotaena Walker, 1865
- Cronicombra Meyrick, 1920
- Electrographa Meyrick, 1912
- Encamina Meyrick, 1915
- Ernolytis Meyrick, 1922
- Glyphipterix Hübner, 1825
- Irinympha Meyrick, 1932
- Lepidotarphius Pryer, 1877
- Machlotica Meyrick, 1909
- Myrsila Boisduval, 1875
- Neomachlotica Heppner, 1981
- Pantosperma Meyrick, 1888
- Phalerarcha Meyrick, 1913
- Rhabdocrates Meyrick, 1931
- Sericostola Meyrick, 1927
- Taeniostolella Fletcher, 1940
- Tetracmanthes Meyrick, 1925
- Toxopeia Diakonoff, 1955
- Trapeziophora Walsingham, 1892
- Uranophenga Diakonoff, 1951
- Ussara Walker, 1864

Subfamília Orthoteliinae
- Chrysorthenches Dugdale, 1996
- Orthenches Meyrick, 1885
- Orthotaelia Stephens, 1834